# Otto Fenichel

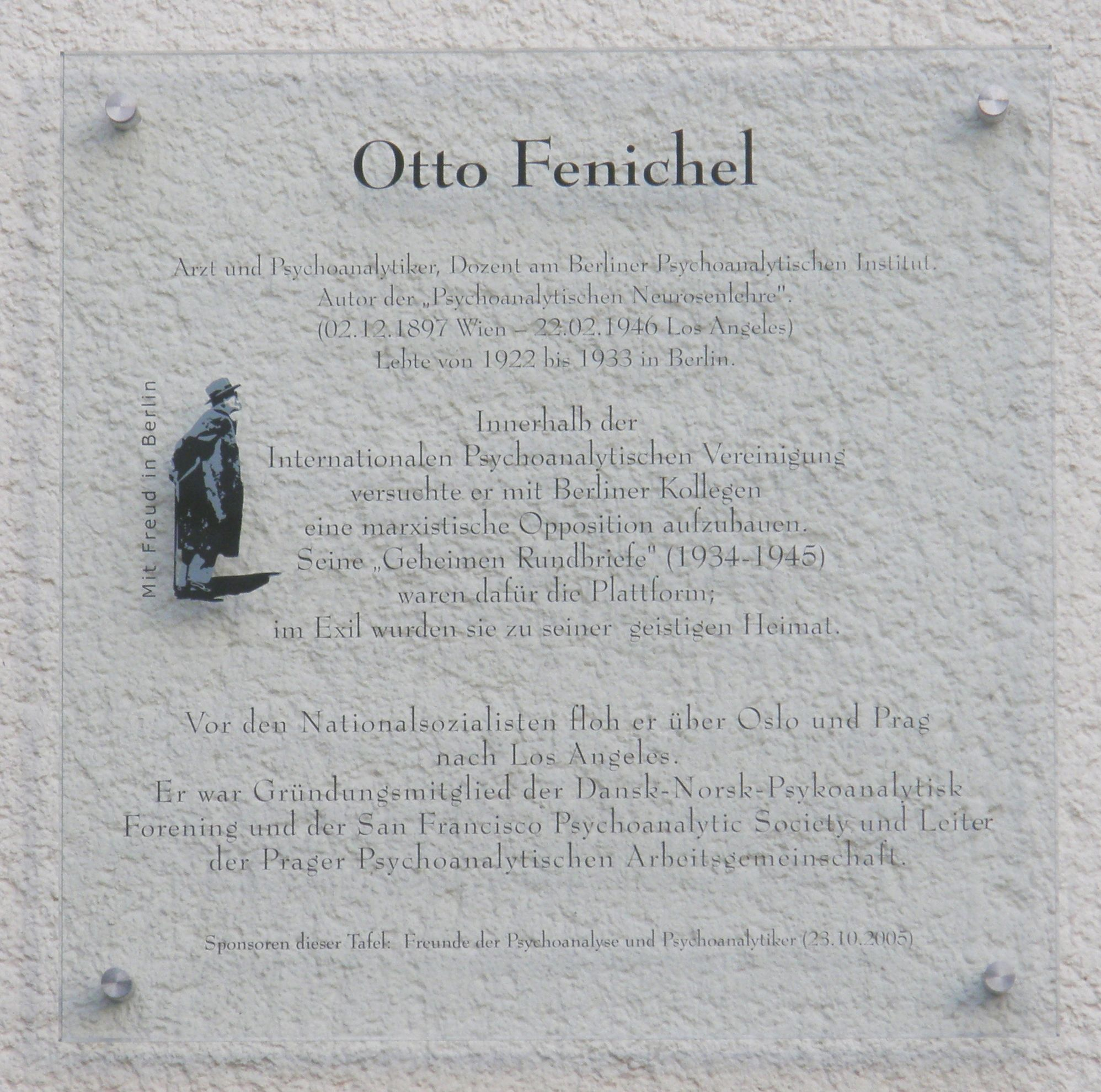
Tablica pamiątkowa w Berlinie

Otto Fenichel (ur. 2 grudnia 1897 w Wiedniu, zm. 22 stycznia 1946 w Los Angeles) – austriacki lekarz psychiatra i psychoanalityk.
Zaczął studia medyczne w Wiedniu w 1915 roku. Między 1915 a 1919 uczęszczał na wykłady Sigmunda Freuda, w 1920 został członkiem Wiedeńskiego Towarzystwa Psychoanalitycznego. Od 1922 w Berlinie. Pracował u  Karla Bonhoeffera i Richarda Cassirera w Charité. W 1933 roku emigrował do Oslo, w 1935 do Pragi, a w 1938 do Los Angeles.

## Wybrane prace
- The Psychoanalytic Theory of Neurosis, 1945
- Psychoanalysis as the Nucleus of a Future Dialectical-Materialistic Psychology. American Imago 24 (1967), ss. 290-311, 1967
- 119 Rundbriefe. Hg. Johannes Reichmayr, Elke Mühlleitner, 2 Bände, Frankfurt: Stroemfeld, 1998